# Teh Min Jie
Teh Min Jie (* 12. Mai 1996 in Selangor) ist eine ehemalige malaysische Squashspielerin.

## Karriere
Teh Min Jie spielte erstmals im Jahr 2012 auf der PSA World Tour und gewann einen Titel. Ihre höchste Platzierung in der Weltrangliste erreichte sie mit Rang 55 im März 2017. Bei den Südostasienspielen 2015 gehörte sie zum malaysischen Aufgebot und gewann mit der Mannschaft die Goldmedaille. Im Jahr darauf wurde sie mit der Nationalmannschaft Asienmeisterin.
Sie studiert am Trinity College, für die sie auch im College Squash aktiv ist.

## Erfolge
- Asienmeisterin mit der Mannschaft: 2016
- Gewonnene PSA-Titel: 1